# NIFL Championship
La NIFL Championship —llamada por motivos de patrocinio Playr-Fit Championship— es la segunda categoría del fútbol profesional en Irlanda del Norte. Se disputó por primera vez en 1951 y es organizada por la Liga de Fútbol de Irlanda del Norte.

## Equipos 2025-26
| Club                       | Estadio            | Ciudad         | Capacidad |
| -------------------------- | ------------------ | -------------- | --------- |
| Annagh United              | Tandragee Road     | Portadown      | 1250      |
| Ards                       | Bangor Fuels Arena | Bangor         | 1895      |
| Armagh City                | Holm Park          | Armagh         | 3000      |
| Ballinamallard United      | Ferney Park        | Ballinamallard | 2000      |
| Dundela                    | Wilgar Park        | Belfast        | 2500      |
| Harland & Wolff Welders    | Tillysburn Park    | Belfast        | 3000      |
| Institute                  | Brandywell         | Derry          | 8200      |
| Limavady United            | The Showgrounds    | Limavady       | 524       |
| Loughgall                  | Lakeview Park      | Loughgall      | 1650      |
| Newington                  | Solitude           | Belfast        | 8000      |
| Queen's University Belfast | Upper Malone       | Belfast        | 330       |
| Warrenpoint Town           | Milltown           | Warrenpoint    | 1450      |

## Lista de campeones
| Temporada                         | Campeón                   |
| Irish League B Division           | Irish League B Division   |
| --------------------------------- | ------------------------- |
| 1951-52                           | Linfield Swifts           |
| 1952-53                           | Linfield Swifts           |
| 1953-54                           | Cliftonville Olympic      |
| 1954-55                           | Larne                     |
| 1955-56                           | Banbridge Town            |
| 1956-57                           | Larne                     |
| 1957-58                           | Ards II                   |
| 1958-59                           | Glentoran II              |
| 1959-60                           | Newry Town                |
| 1960-61                           | Ballyclare Comrades       |
| 1961-62                           | Carrick Rangers           |
| 1962-63                           | Ballyclare Comrades       |
| 1963-64                           | Larne                     |
| 1964-65                           | Larne                     |
| 1965-66                           | Larne                     |
| 1966-67                           | Larne                     |
| 1967-68                           | Dundela                   |
| 1968-69                           | Larne                     |
| 1969-70                           | Larne                     |
| 1970-71                           | Larne                     |
| 1971-72                           | Larne                     |
| 1972-73                           | Carrick Rangers           |
| 1973-74                           | Ballyclare Comrades       |
| 1974-75                           | Carrick Rangers           |
| 1975-76                           | Linfield Swifts           |
| 1976-77                           | Carrick Rangers y Dundela |
| Irish League B Division Section 1 |                           |
| 1977-78                           | Ballyclare Comrades       |
| 1978-79                           | Carrick Rangers           |
| 1979-80                           | Ballyclare Comrades       |
| 1980-81                           | Newry Town                |
| 1981-82                           | Dundela                   |
| 1982-83                           | Carrick Rangers           |
| 1983-84                           | Limavady United           |
| 1984-85                           | Chimney Corner            |
| 1985-86                           | Dundela                   |
| 1986-87                           | RUC                       |
| 1987-88                           | Dundela                   |
| 1988-89                           | Ballyclare Comrades       |
| 1989-90                           | Dundela                   |
| 1990-91                           | Dundela                   |
| 1991-92                           | Dundela                   |
| 1992-93                           | Limavady United           |
| 1993-94                           | Dundela                   |
| 1994-95                           | Loughgall                 |
| Irish League First Division       |                           |
| 1995-96                           | Coleraine                 |
| 1996-97                           | Ballymena United          |
| 1997-98                           | Newry Town                |
| 1998-99                           | Distillery                |
| 1999-00                           | Omagh Town                |
| 2000-01                           | Ards                      |
| 2001-02                           | Lisburn Distillery        |
| 2002-03                           | Dungannon Swifts          |
| Irish First Division              |                           |
| 2003-04                           | Loughgall                 |
| 2004-05                           | Armagh City               |
| 2005-06                           | Crusaders                 |
| 2006-07                           | Institute                 |
| 2007-08                           | Loughgall                 |
| IFA Championship                  |                           |
| 2008-09                           | Portadown                 |
| 2009-10                           | Loughgall                 |
| 2010-11                           | Carrick Rangers           |
| 2011-12                           | Ballinamallard United     |
| 2012-13                           | Ards                      |
| NIFL Championship                 |                           |
| 2013-14                           | Institute                 |
| 2014-15                           | Carrick Rangers           |
| 2015-16                           | Ards                      |
| 2016-17                           | Warrenpoint Town          |
| 2017-18                           | Institute                 |
| 2018-19                           | Larne                     |
| 2019-20                           | Portadown                 |
| 2021-22                           | Newry City                |
| 2022-23                           | Loughgall                 |
| 2023-24                           | Portadown                 |
| 2024-25                           | Bangor                    |

## Títulos por club
| Club                  | Campeón | Años campeón                                                                                      |
| --------------------- | ------- | ------------------------------------------------------------------------------------------------- |
| Larne                 | 11      | 1954-55, 1956-57, 1963-64, 1964-65, 1965-66, 1966-67, 1968-69, 1969-70, 1970-71, 1971-72, 2018-19 |
| Dundela               | 9       | 1967-68, 1976-77 (compartido), 1981-82, 1985-86, 1987-88, 1989-90, 1990-91, 1991-92, 1993-94      |
| Carrick Rangers       | 8       | 1961-62, 1972-73, 1974-75, 1976-77 (compartido), 1978-79, 1982-83, 2010-11, 2014-15               |
| Ballyclare Comrades   | 6       | 1960-61, 1962-63, 1973-74, 1977-78, 1979-80, 1988-89                                              |
| Loughgall             | 5       | 1994-95, 2003-04, 2007-08, 2009-10, 2022-23                                                       |
| Linfield Swifts       | 3       | 1951-52, 1952-53, 1975-76                                                                         |
| Newry Town            | 3       | 1959-60, 1980-81, 1997-98                                                                         |
| Ards                  | 3       | 2000-01, 2012-13, 2015-16                                                                         |
| Institute             | 3       | 2006-07, 2013-14, 2017-18                                                                         |
| Portadown             | 3       | 2008-09, 2019-20, 2023-24                                                                         |
| Limavady United       | 2       | 1983-84, 1992-93                                                                                  |
| Lisburn Distillery    | 2       | 1998-99, 2001-02                                                                                  |
| Cliftonville Olympic  | 1       | 1953-54                                                                                           |
| Banbridge Town        | 1       | 1955-56                                                                                           |
| Ards II               | 1       | 1957-58                                                                                           |
| Glentoran II          | 1       | 1958-59                                                                                           |
| Chimney Corner        | 1       | 1984–85                                                                                           |
| RUC                   | 1       | 1986-87                                                                                           |
| Coleraine             | 1       | 1995-96                                                                                           |
| Ballymena United      | 1       | 1996-97                                                                                           |
| Dungannon Swifts      | 1       | 2002-03                                                                                           |
| Armagh City           | 1       | 2004-05                                                                                           |
| Crusaders             | 1       | 2005-06                                                                                           |
| Ballinamallard United | 1       | 2011–12                                                                                           |
| Warrenpoint Town      | 1       | 2016-17                                                                                           |
| Newry City            | 1       | 2021-22                                                                                           |
| Bangor                | 1       | 2024-25                                                                                           |